# Franklin D. Roosevelt Drive
Cet article possède un paronyme, voir Avenue Franklin-Roosevelt.
Franklin D. Roosevelt Drive est une voie rapide de 15 kilomètres longeant l'East River, sur le côté est de l'arrondissement de Manhattan, à New York. Accessible toutes les dix à vingt rues, elle est l'équivalent de l'Henry Hudson Parkway, construite sur le bord ouest de l'île. Construite à partir de 1934 sur les plans de l'urbaniste Robert Moses, elle porte tout d'abord le nom de East River Drive puis prend le nom du président américain Franklin Delano Roosevelt après la mort de celui-ci.

## Description
Le FDR Drive est la plupart du temps à trois voies dans chaque direction, à l'exception d'une petite section sous le pont de Brooklyn où il se limite à deux voies en direction sud et à une voie en direction nord. Une section, entre le pont de Queensboro / échangeur de la 60/61st Rue, est également réduite à deux voies.
Selon la loi, les véhicules pouvant emprunter cette route entre la 23e Rue et la section nord rejoignant la Harlem River sont limités par le poids qui doit être inférieur à 8 000 livres (3 600 kg). Pour cette raison, les bus ne sont pas autorisés au nord de la 23e Rue. Tous les camions sont interdits sur le FDR Drive.
| Lieu                                                                     | Sortie                                                                                             | Destinations                                                                | Notes                                                      |
| ------------------------------------------------------------------------ | -------------------------------------------------------------------------------------------------- | --------------------------------------------------------------------------- | ---------------------------------------------------------- |
| Battery Park City                                                        | | NY 9A nord (West Street) vers le Hugh L. Carey Tunnel / I-278               |                                                            |
| Battery Park                                                             | Tunnel de Battery Park                                                                             | Tunnel de Battery Park                                                      | Tunnel de Battery Park                                     |
| Financial District                                                       | 1                                                                                                  | South Street – Battery Park, Staten Island Ferry                            | Pas d'entrée sud                                           |
| Two Bridges                                                              | 2                                                                                                  | Brooklyn Bridge, Manhattan Civic Center                                     |                                                            |
| Two Bridges                                                              | 3                                                                                                  | South Street – Manhattan Bridge                                             | Sortie sud et entrée nord seulement                        |
| Lower East Side                                                          | 4                                                                                                  | Grand Street – Williamsburg Bridge                                          | Sortie et entrée sud seulement                             |
| Lower East Side                                                          | 5                                                                                                  | Houston Street – Holland Tunnel                                             |                                                            |
| East Village                                                             | 6                                                                                                  | East 15th Street                                                            | Fermée depuis le 11 septembre 2001                         |
| Peter Cooper Village                                                     | 7                                                                                                  | East 20th Street / East 23rd Street                                         |                                                            |
| Kips Bay                                                                 | | East 28th Street                                                            | Entrée sud uniquement                                      |
| Murray Hill                                                              | 8                                                                                                  | East 34th Street – Midtown Tunnel / I-495                                   |                                                            |
| Murray Hill                                                              | 9                                                                                                  | East 42nd Street                                                            | Sortie nord uniquement                                     |
| Midtown East                                                             | United Nations Tunnel passant sous le Siège de l'ONU                                               | United Nations Tunnel passant sous le Siège de l'ONU                        | United Nations Tunnel passant sous le Siège de l'ONU       |
| Midtown East                                                             | 10                                                                                                 | East 49th Street                                                            | Sortie sud et entrée nord (depuis la 1st Avenue) seulement |
| Sutton Place                                                             | 11                                                                                                 | East 53th Street                                                            | Sortie sud uniquement                                      |
| Sutton Place                                                             | Tunnel sous les Sutton Place Appartments                                                           |                                                                             |                                                            |
| Upper East Side                                                          | 12                                                                                                 | East 61st Street – NY 25 East (Ed Koch Queensboro Bridge)                   | Sortie et entrée (depuis la 62e Rue) nord                  |
| Upper East Side                                                          | 12                                                                                                 | East 63rd Street – NY 25 East (Ed Koch Queensboro Bridge)                   | Sortie et entrée sud                                       |
| Upper East Side                                                          | Tunnel sous le New York-Presbyterian / Weill Cornell Medical Center / Hospital for Special Surgery |                                                                             |                                                            |
| Upper East Side                                                          | 13                                                                                                 | East 71st Street                                                            | Sortie et entrée sud seulement                             |
| Yorkville                                                                | | East 79th Street                                                            | Entrée sud uniquement                                      |
| Yorkville                                                                | Tunnel sous le Carl Schurz Park                                                                    |                                                                             |                                                            |
| East Harlem                                                              | 14                                                                                                 | East 96th Street                                                            |                                                            |
| East Harlem                                                              | 15                                                                                                 | East 106th Street                                                           | Sortie sud uniquement                                      |
| East Harlem                                                              | 16                                                                                                 | East 116th Street                                                           | Sortie et entrée sud seulement                             |
| East Harlem                                                              | 17                                                                                                 | I-278 (Pont Robert F. Kennedy) – Bruckner Expressway, Grand Central Parkway |                                                            |
| East Harlem                                                              | 18                                                                                                 | Willis Avenue Bridge – I-87 (Deegan Expressway)                             | Sortie nord et entrée sud seulement                        |
| L'autoroute devient la Harlem River Drive vers le pont George-Washington | |                                                                             |                                                            |